# Орден Академических пальм (Нигер)
Орден Академических пальм – государственная награда Республики Нигер.

## История
Орден Академических пальм был учреждён 15 марта 1969 года законом за № 69.68/PRN/CHAN/MEN в целях поощрения граждан страны и иностранцев за заслуги в области образования и науки.

## Степени
Орден академических пальм имеет три класса:
- Командор – знак ордена на шейной ленте.
- Офицер – знак ордена на нагрудной ленте с розеткой.
- Кавалер – знак ордена на нагрудной ленте.

## Описание
Знак ордена - агадесский крест (один из символов-талисманов племени туарегов), снизу обременённый двумя пальмовыми ветвями. Пространство между пальмовыми ветвями и горизонтальными и нижним перекретием залито фиолетовой эмалью. Знак при помощи кольца крепится к орденской ленте.
Орденская лента шёлковая муаровая фиолетового цвета с двумя равновеликими белыми полосками.
Реверс знака - на матированной поверхности надпись в три строки: «ORDRE / DES / PALMES ACADEMIQUES», ниже черта, ниже полукругом: «REPUBLIQUE DU NIGER».